# Vera Gynning
Vera Helgesdotter Gynning, född 7 juni 1926 i Göteborg, död 15 juli 2015 i Björnstorp, var en svensk barn- och ungdomspsykiater.
Gynning, som var dotter till sjökapten Helge Elssén och Greta Ellsén, blev medicine kandidat 1952 och medicine licentiat vid Lunds universitet 1961. Hon blev underläkare vid Sankt Lars sjukhus i Lund 1967 och överläkare vid ungdomspsykiatriska kliniken vid nämnda sjukhus 1975 (som efterträdare till Anders Torold). Hon ingick 1950 äktenskap med tandläkare Göran Gynning och blev mor till fyra barn.